# Маскировочная сеть

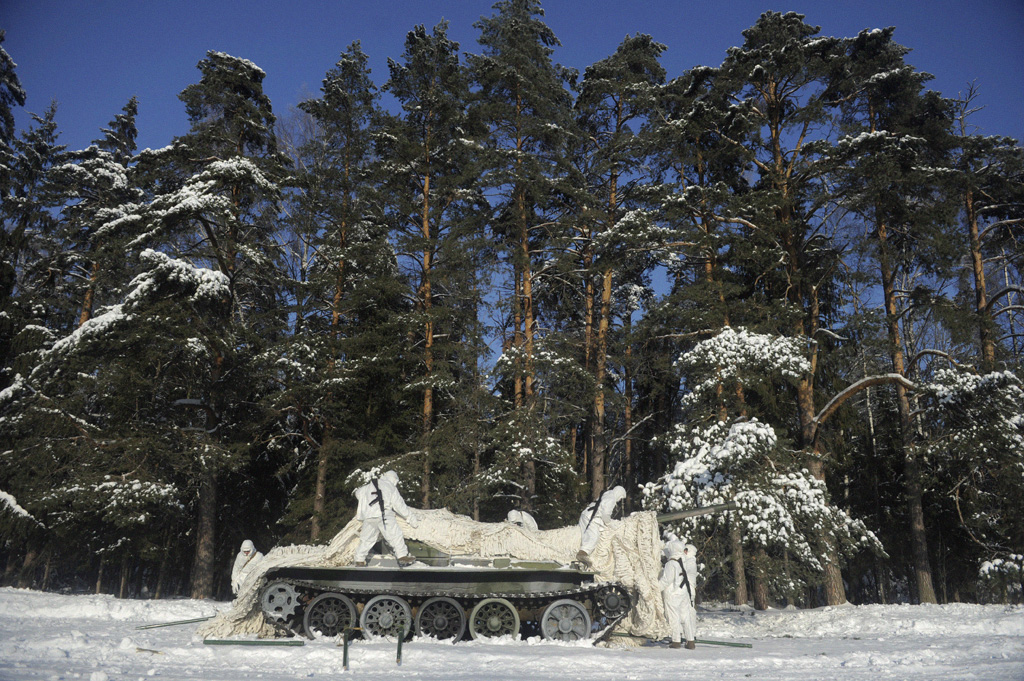
Сапёры накрывают танк Т-55 масксетью на учениях, Московская область, 2011

Маскировочная сеть или Масксеть, Массеть, Камуфляжная сеть — маскировочное (камуфляжное) покрытие.

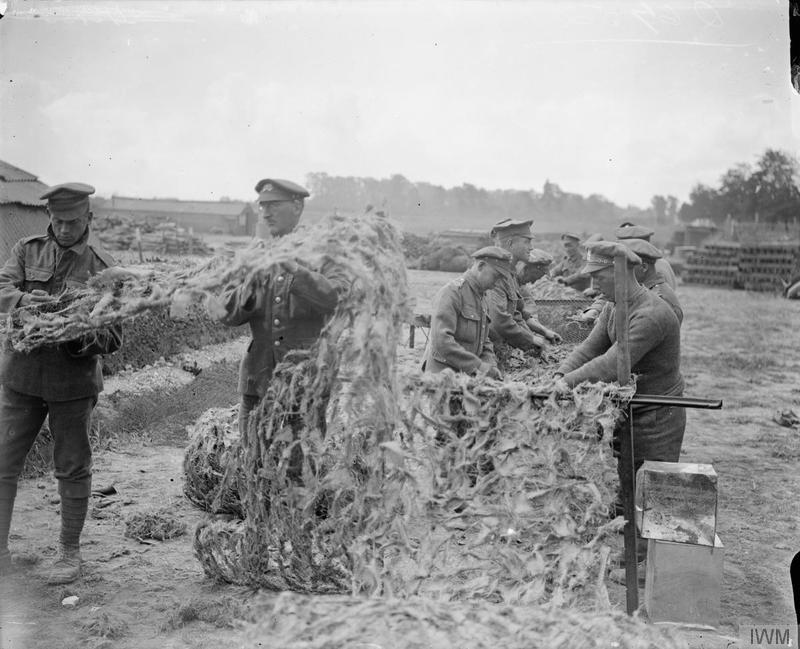
солдаты плетут камуфляжную сеть во время Первой мировой войны

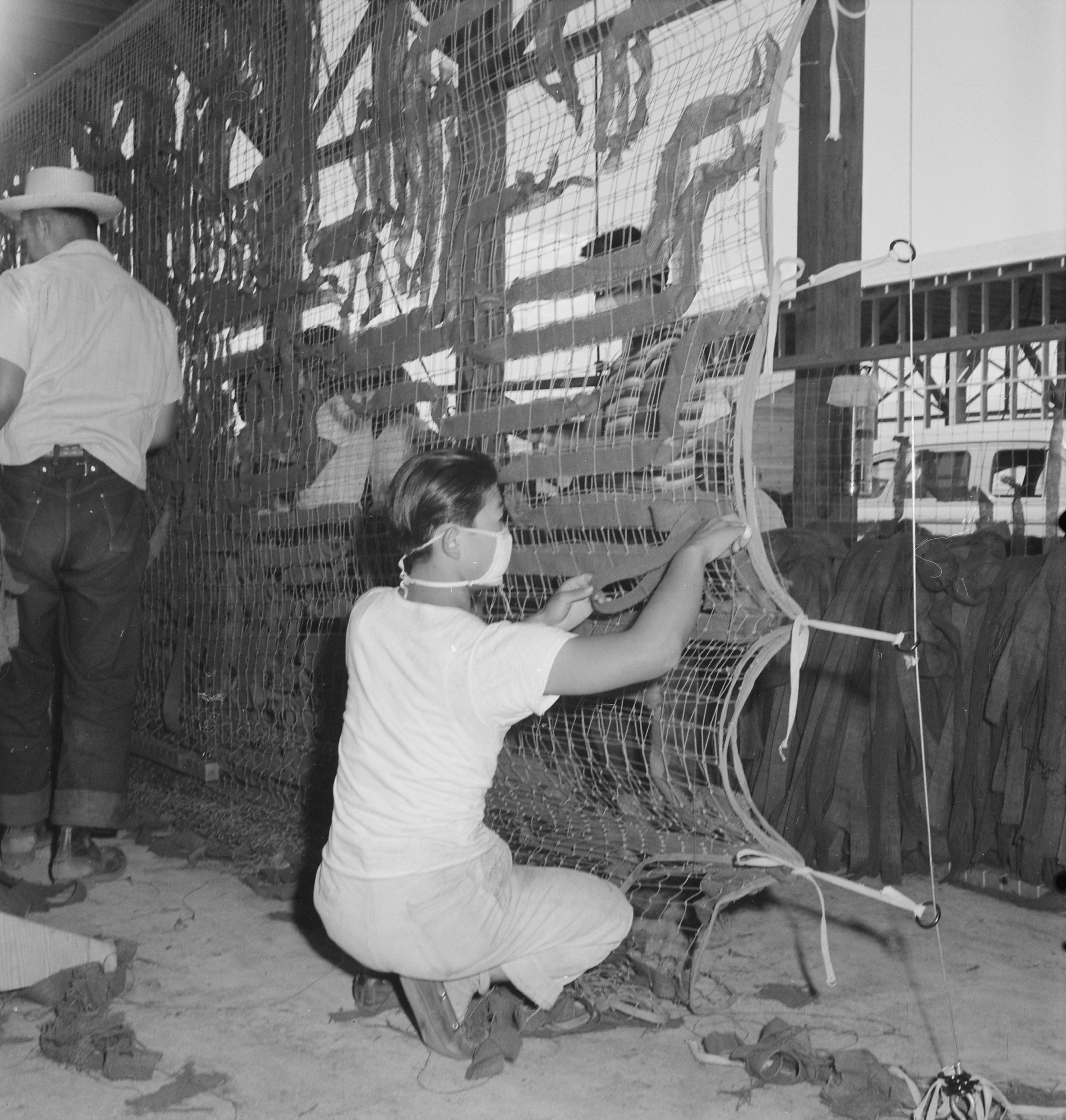
Японец плетёт маскировочную сеть в американском концентрационном лагере Манзанар для граждан США японского происхождения, 1942 год

Применяется широко для маскировки вооружения, окопов, личного состава, военной техники и инженерных сооружений на фоне местности, растительного покрова от разных видов разведки противника. Для снайперов.
Представляет собою сетевую основу с наклеенными или другим способом закреплёнными на ней лоскутами ткани, плёнкой и т. п..
В Российской армии применяют маскировочные комплекты стандартного размера 12×18 м.

## Гражданское применение
Применяются на охоте при строительстве засад, укрытия и шалаша, для маскировки личных вещей, чемоданов, рюкзаков, мотоциклов, велосипедов, автомобилей, например от воров в лесу или на даче, для летних кафе, для заборов, для тени, навесов и т.д…

## Галерея

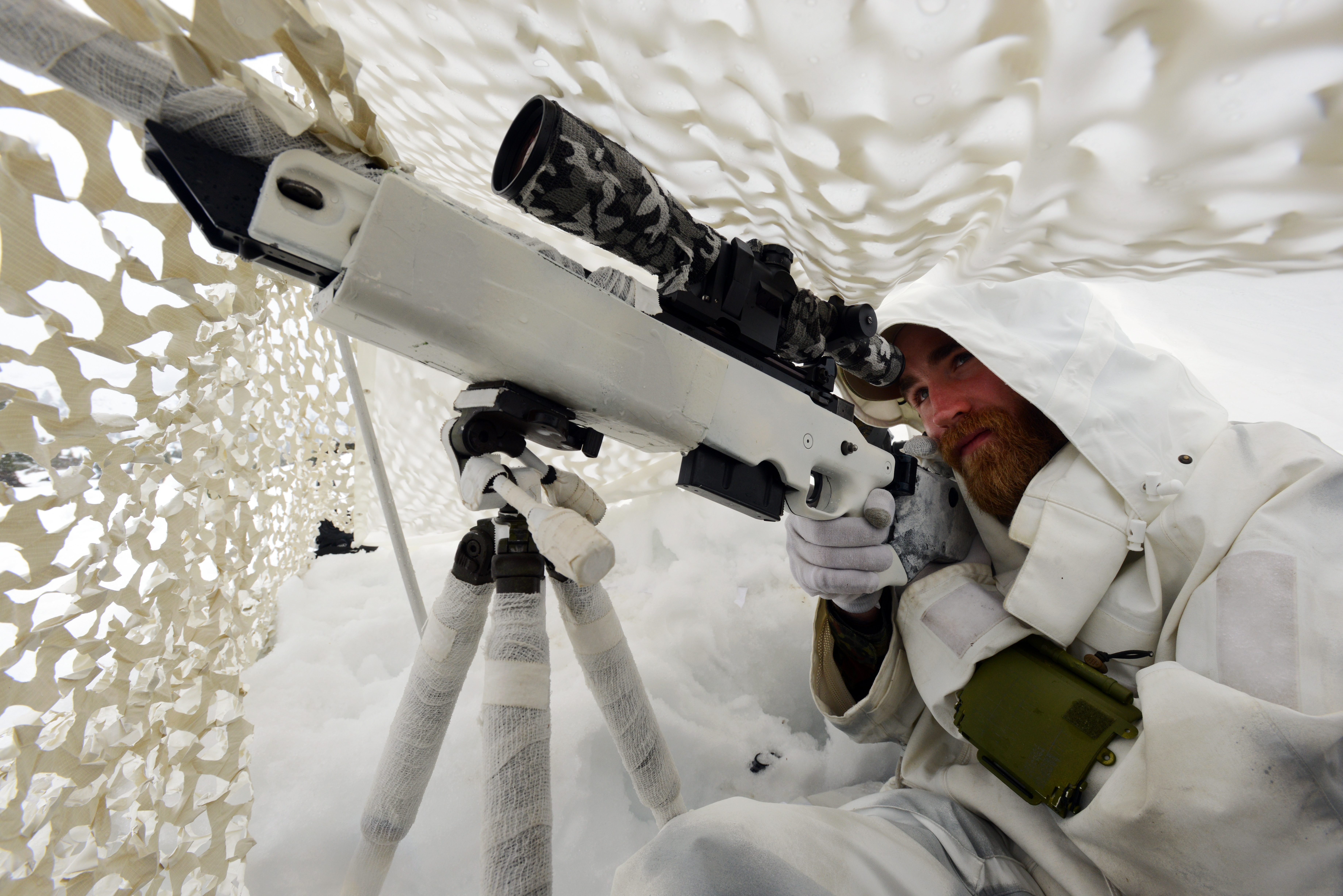
зимняя камуфляжная сеть
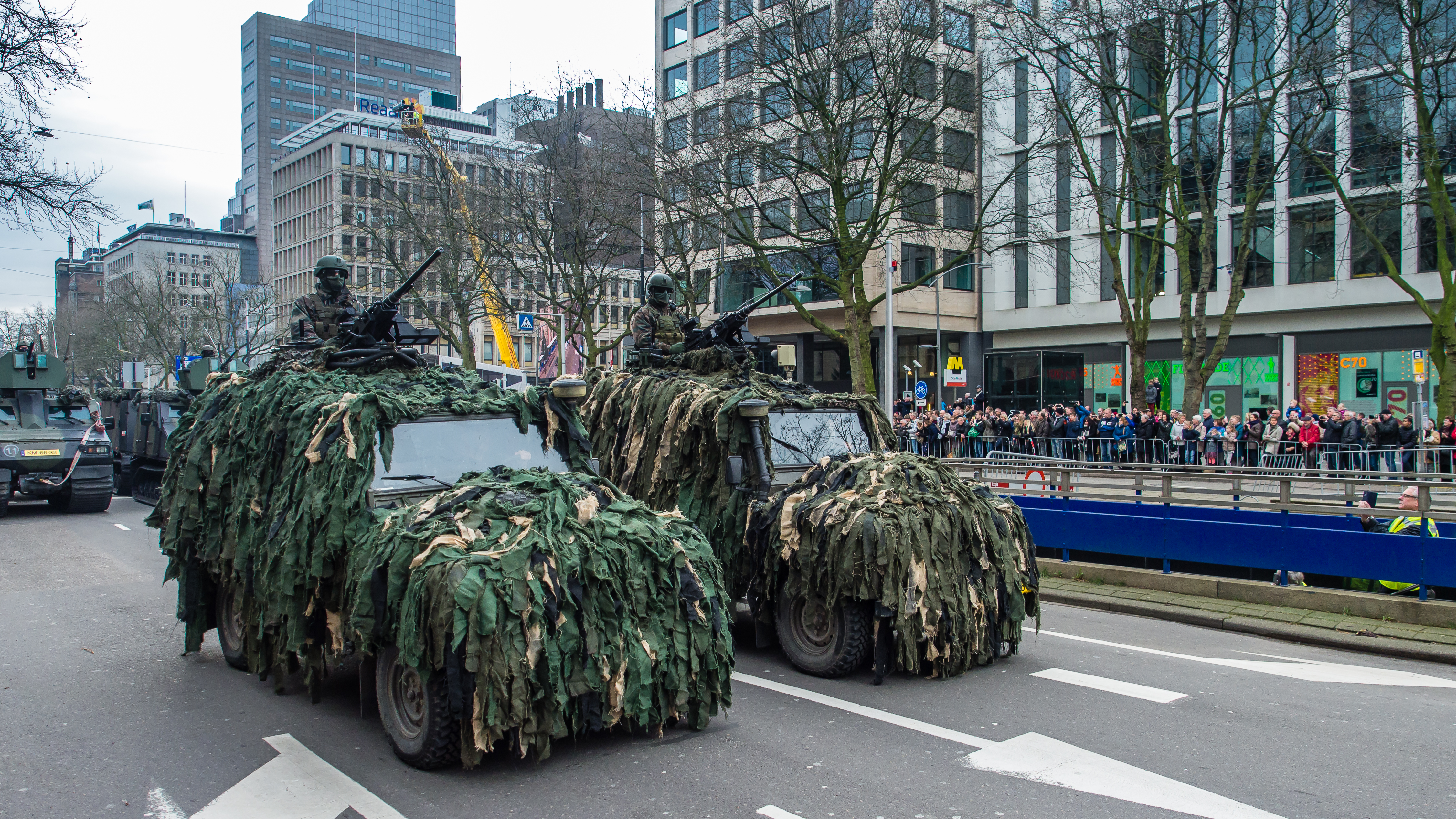
маскировочные чехлы на военных автомобилях
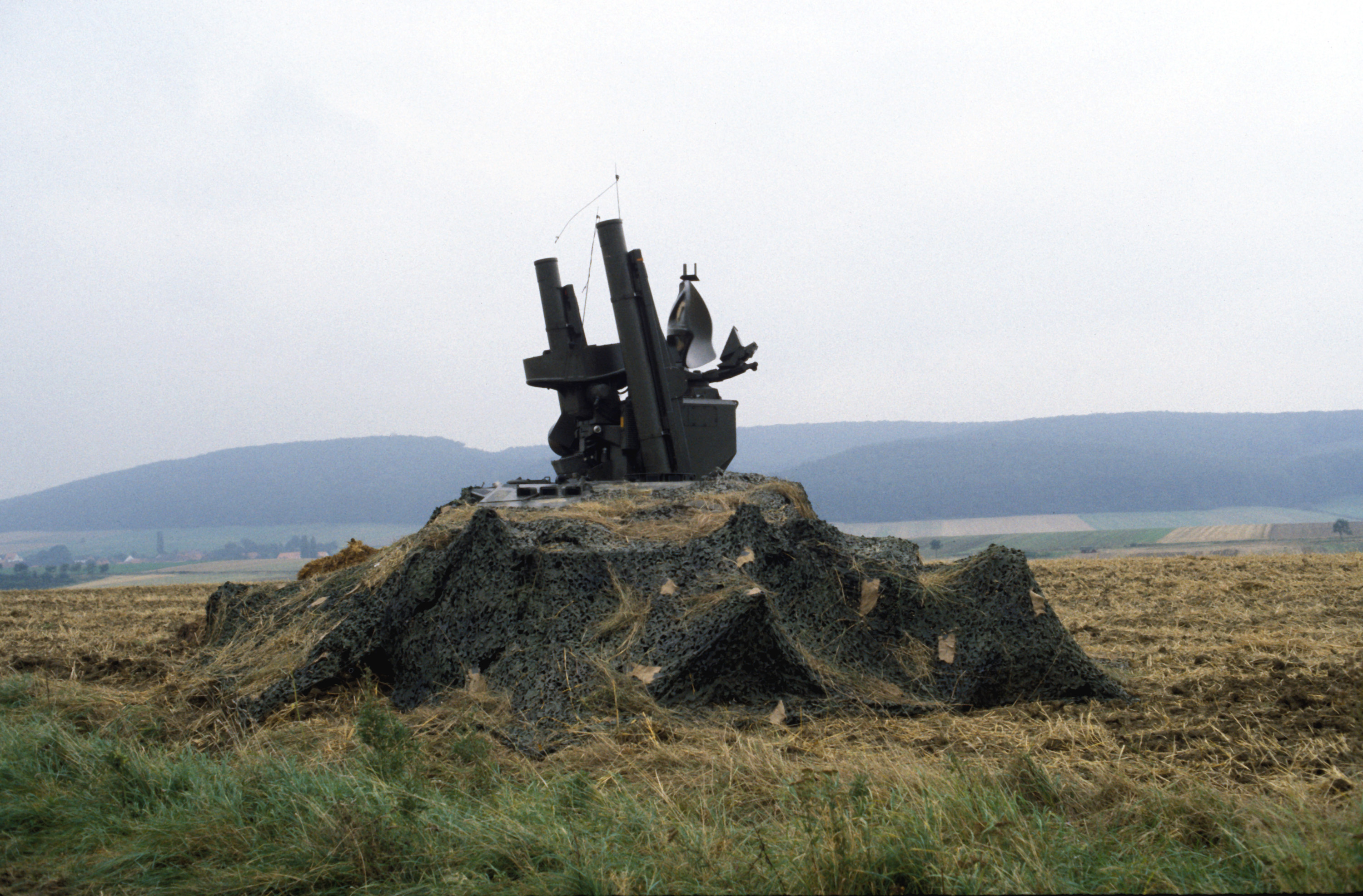
Маскировочная сеть на ЗРК Roland II бундесвера на учениях REFORGER-85, 1985-й год
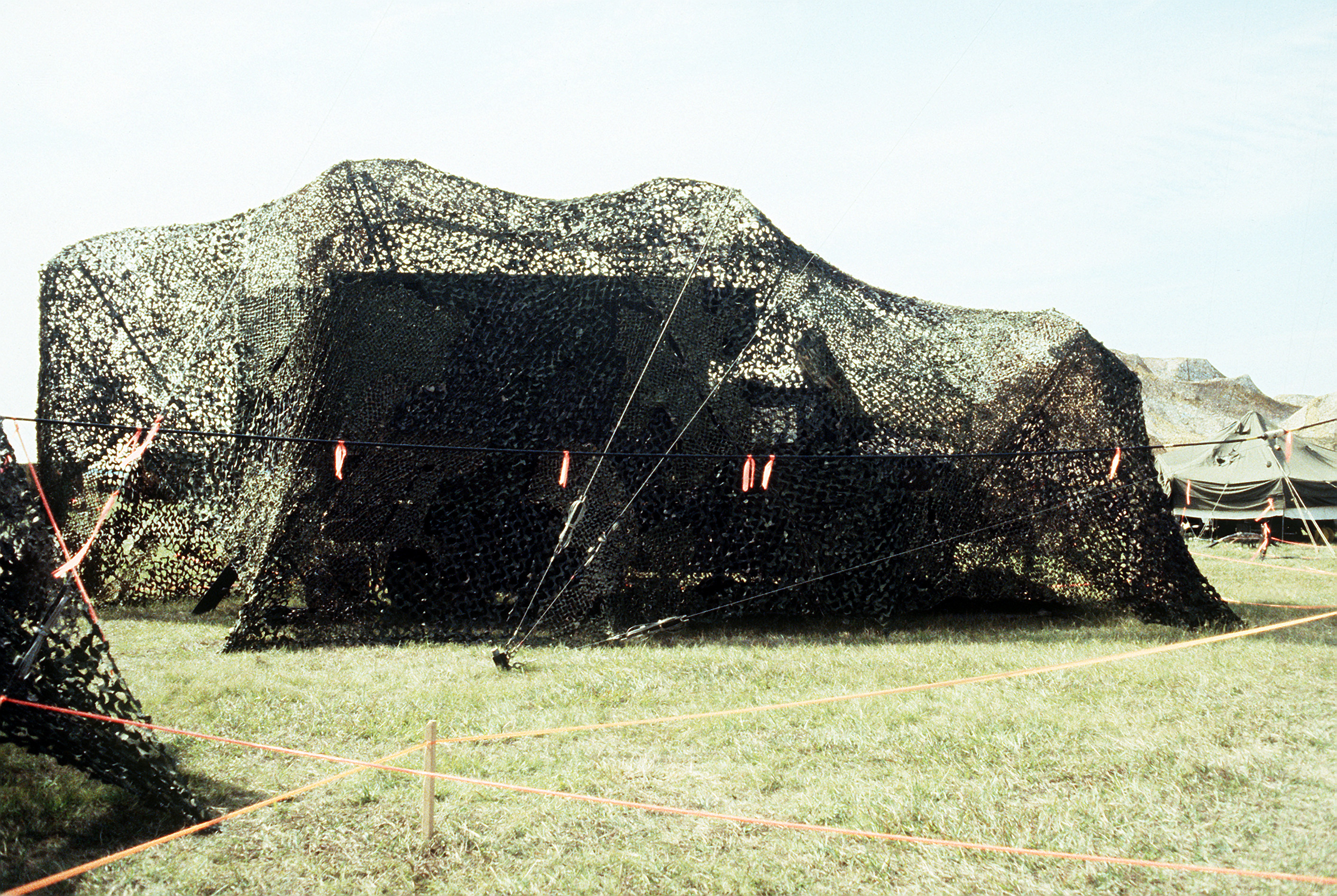
Камуфляжная сетка покрывает машину связи во время операции «Песчаный орел» 1988 года
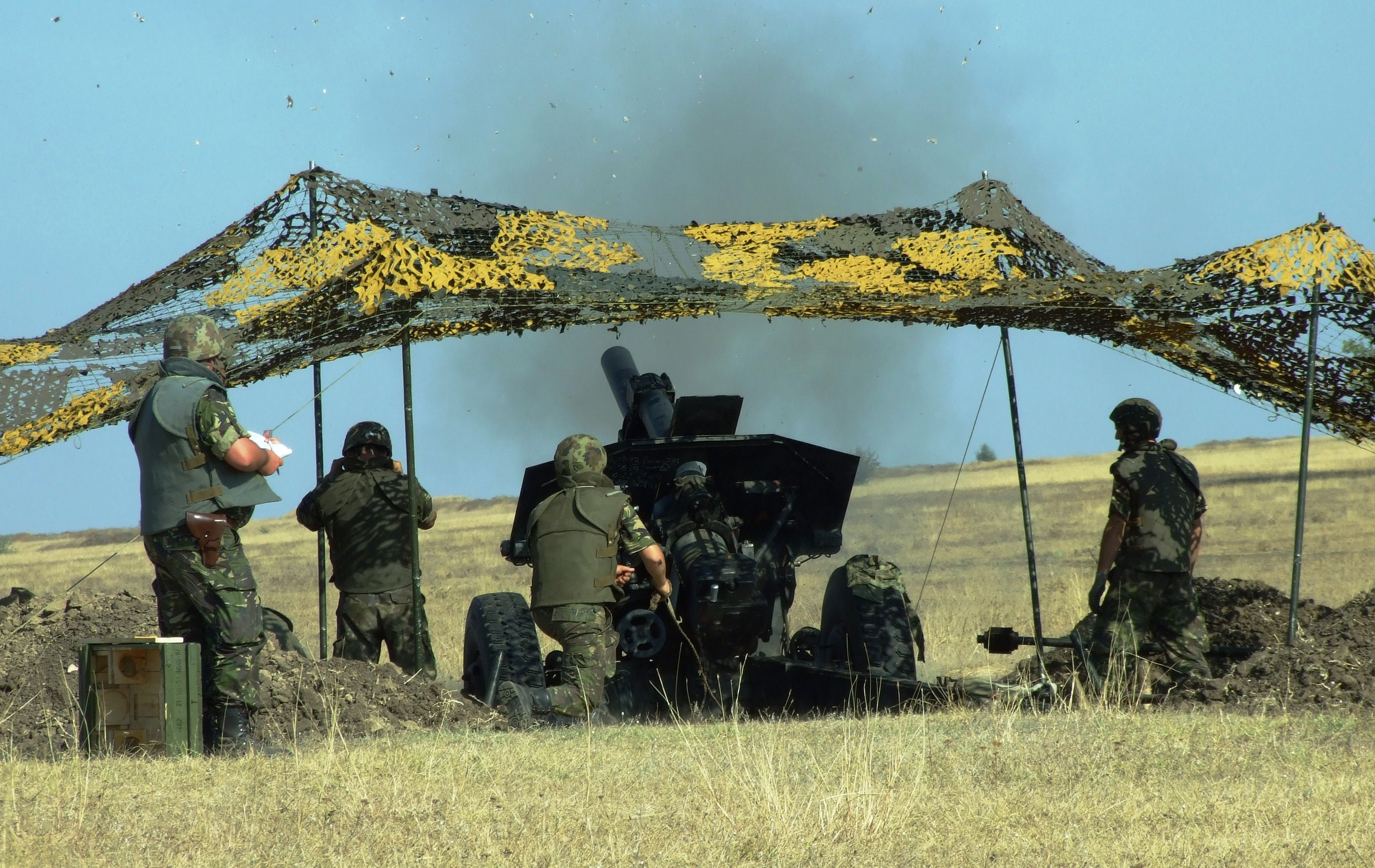
маскировочная сеть над пушками
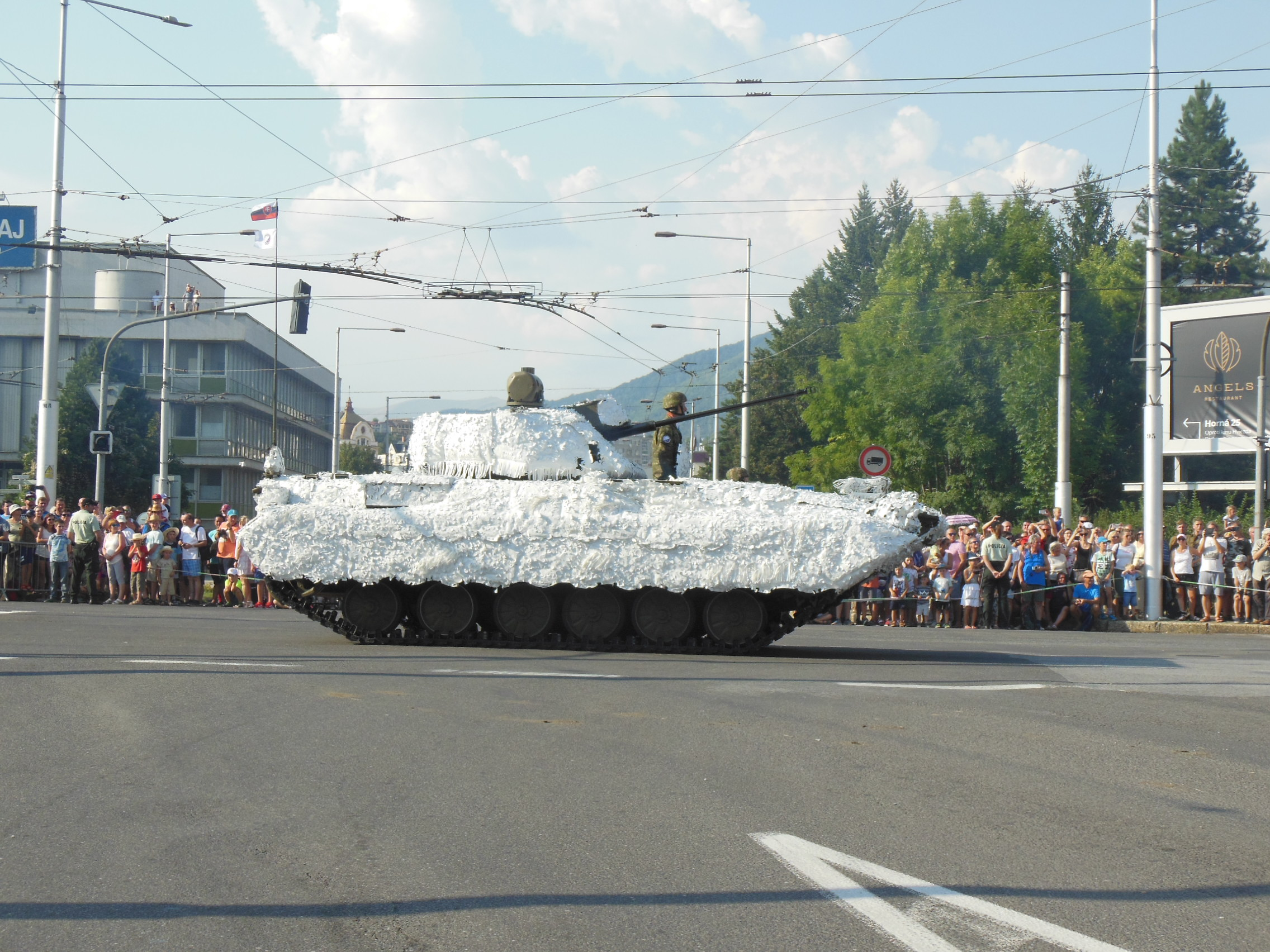
зимние чехлы на танке (Словакия)
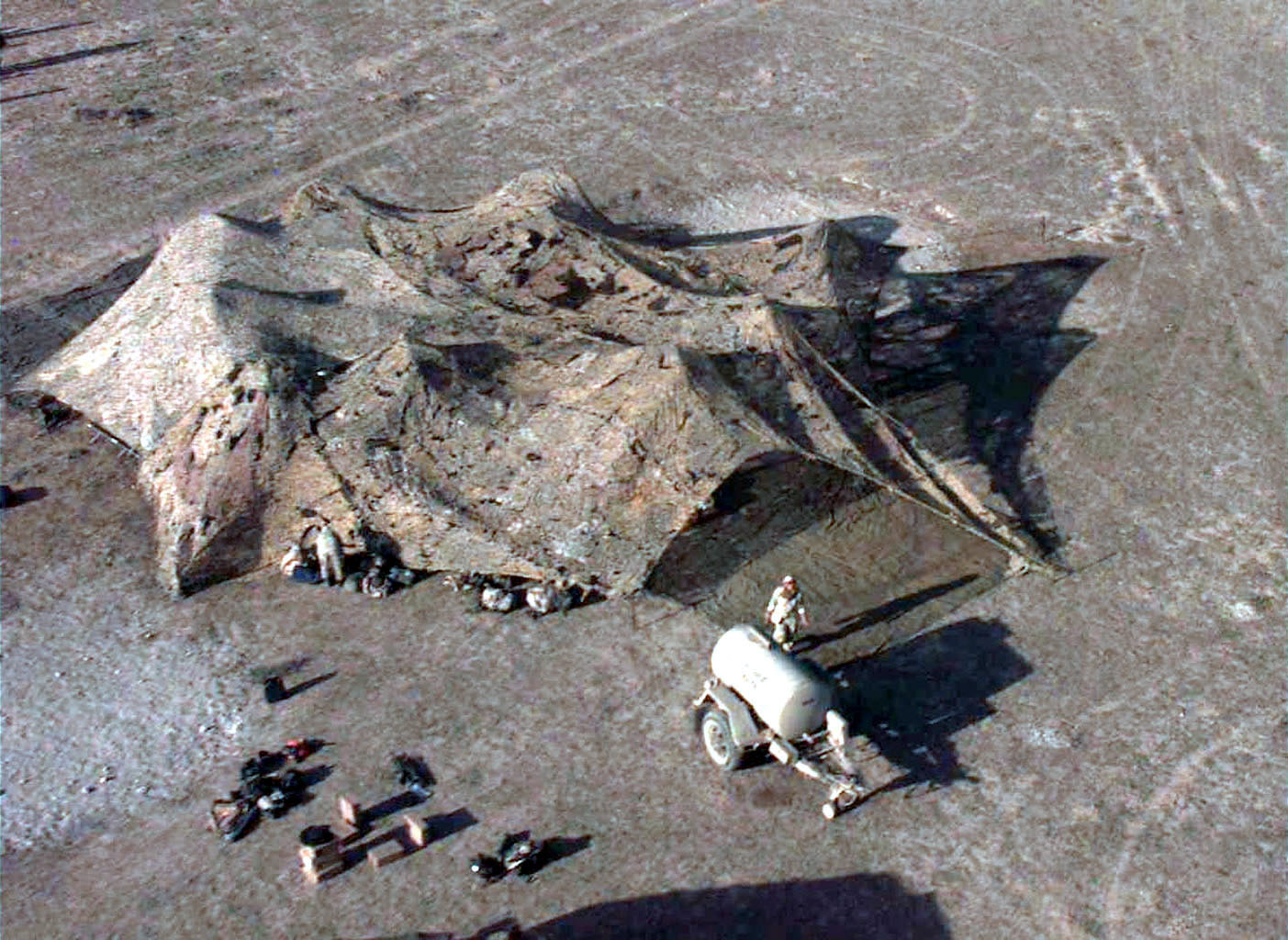
полевой госпиталь накрытый камуфляжной сеткой вид сверху
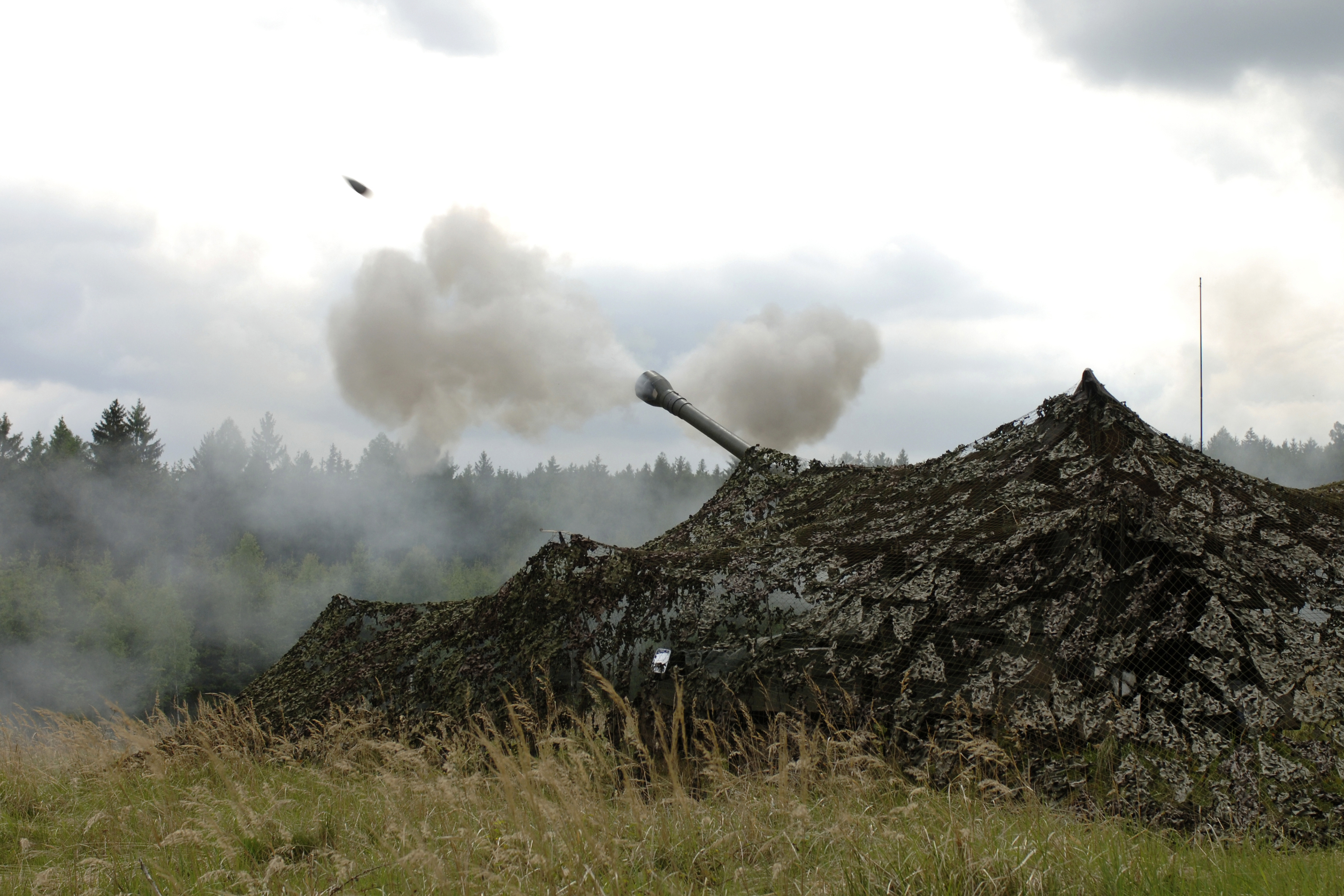
стреляющая пушка укрытия маскировочной сеткой
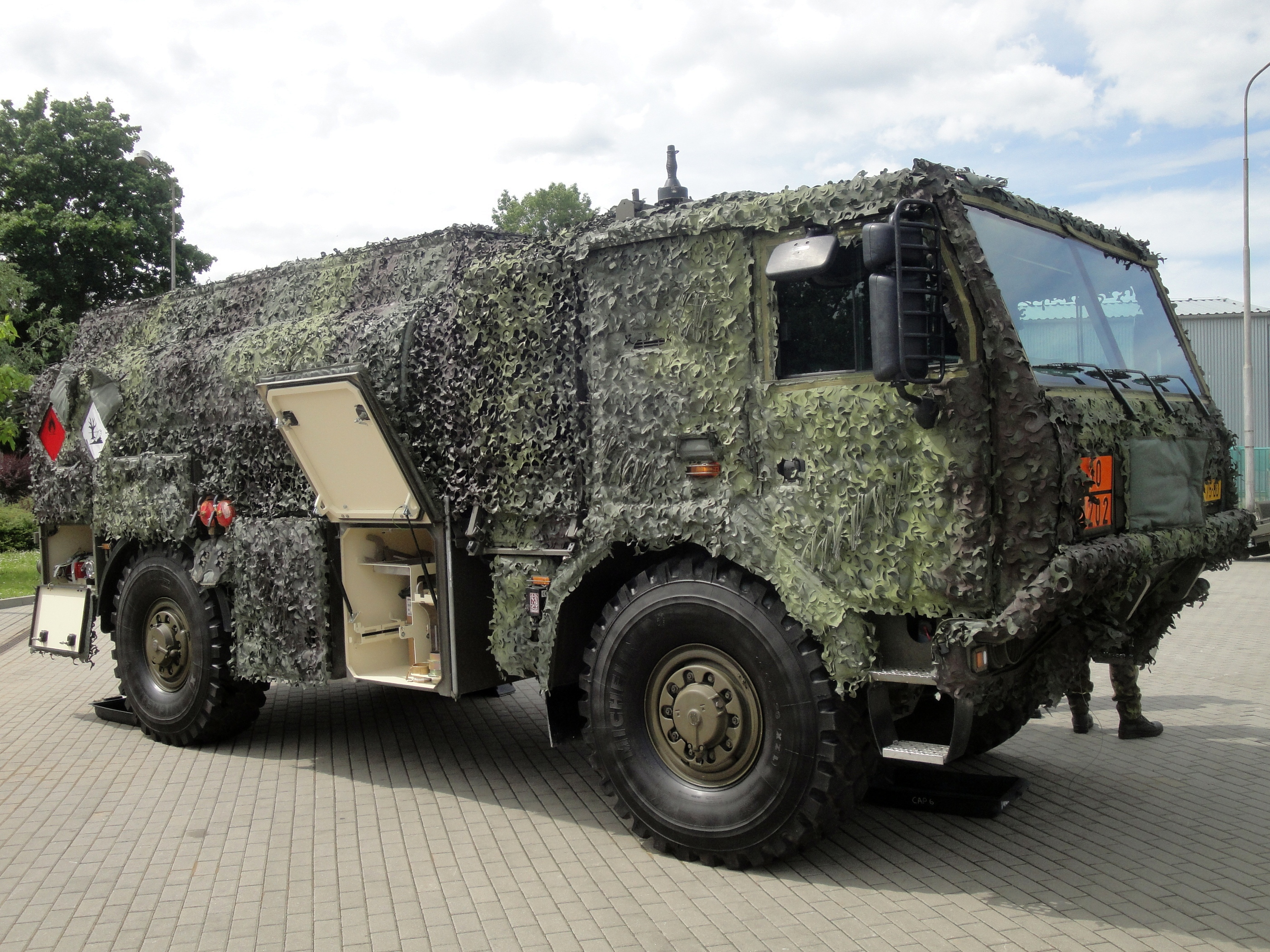
маскировочная сеть на военном грузовом автомобиле